# Yves Le Lay
Yves Christian François Le Lay (født 8. februar 1983 i Hillerød) er en dansk kok af fransk-dansk oprindelse. Han har været co-founder og medejer af restaurant og vinbar Nærvær i Strandgade på Christianshavn (2017 - 2019) og er nu medejer og Head Chef på restaurant á terre (juli 2019 - ) på Tordenskjoldsgade nær Kongens Nytorv.
Yves er uddannet kok i 2008 fra Engø Gård (Relais & Châteaux) samt Domaine de Châteauvieux (2* Michelin og Relais & Châteaux) og har haft en karriere på en lang række top-restauranter både internationalt og i Danmark:
- 2015: Head chef, Nimb Terrasse i Tivoli[2]
- 2013: Chef de Cuisine, herregården Pädaste[3], Estland (Top 50 Restaurants of the World)
- 2012: Executive Head Chef, Bar Strelka, Moskva, Rusland
- 2011: Sous Chef, Søllerød Kro[4] (1* Michelin)
- 2010: Chef de partie, Falsled Kro
- 2009: Pastry Chef, Restaurant Herman - Tivolis Hotel Nimb (1* Michelin)

Yves har i mange år være en del af Kokke Mod Cancer - en kulinarisk krigserklæring mod kræften.
I 2023 blev Yves udnævnt til President for den danske afdeling af Disciples Escoffier

## TV Deltagelse
- 2022 Masterchef Viaplay "Masterchef Jul", sæson 8, afsnit 10
- 2020 Masterchef
- 2020 Hells Kitchen
- 2015 "Cooking with Yves Le Lay, on Muhu Island" BBC, bbc.co.uk "The Hairy Bikers' Northern Exposure"